# باغ دهنة (باقران)
باغ دهنة (بالفارسية: باغ دهنه) هي مستوطنة تقع في إيران في قسم باقران الريفي.